# Ulica Asnyka w Kętrzynie
Ulica Asnyka w Kętrzynie – ulica w Kętrzynie powstała w drugiej połowie XIX w.
Ulica przed 1945 nazywała się Oberteichstr. od nazwy jeziora Oberteich, nad którym znajduje się część ulicy. Powstanie ulicy wiąże się z powstaniem tu zakładu psychiatrycznego.

## Zabudowa przedwojenna

### Szpital Miłosierdzia
Szpital Miłosierdzia (niem. Krankenhaus der Baherzigkeit) założony został w 1857 przez Kościół ewangelicki z inicjatywy kętrzyńskiego superintendenta Karla Augusta Thala. Szpital kierowany był przez pięcioosobowy zarząd wybierany przez radę parafialną. Zarządem szpitala kierował proboszcz. W roku 1866 przebywało tam 63 chorych, a w dwa lata później kiedy wybuchła epidemia tyfusu liczba chorych zwiększyła się do 154 osób. Chorymi opiekowały się diakonise. Po wybudowaniu nowego szpitala, szpital z ul. Asnyka został przeniesiony do nowego budynku, obecnie Szpital Powiatowy w Kętrzynie.

### Zakład filantropijny Sembecka
W przestrzeni między ul. Pocztową, a Jeziorem Kętrzyńskim i ul. Adama Asnyka, a Stadem Ogierów w Kętrzynie znajdują się budynki wymurowane z czerwonej cegły. Całość otoczona była solidnym ogrodzeniem, które zachowało się w znacznej części. Obszar ten może kojarzyć się z jednostką wojskową. Faktycznie był tu Zakład Psychiatryczny. Powstanie zakładu zapoczątkował Kościół ewangelicki. W roku 1865 powstał tu zakład dla dzieci psychicznie chorych z jednym opiekunem i jednym nauczycielem. Rozbudowująca się instytucja prowadzona była później przez Fundację Sembecka, wspieraną finansowo przez Kościół z ogłaszanych kolekt. W 1869 r. wybudowano dom dla kobiet (przy obecnej ul. Pocztowej, a w latach 1881–1893 budynki: szkolny, mieszkalny dla dzieci, dla mężczyzn i szpital (od strony jeziorka). Układ i liczba budynków znajdujących się tam obecnie jest zgodna z ich lokalizacją na planie miasta z pierwszych lat XX w. W zakładzie tym było 1000 pensjonariuszy i obsługa: lekarze, pedagodzy i pielęgniarze. Na terenie obiektu funkcjonowała piekarnia. Do kompletu było też gospodarstwo rolne o powierzchni 60 ha, gdzie utrzymywano inwentarz żywy – źródło zaopatrzenia zakładowej stołówki. W ramach terapii prowadzone były zajęcia praktyczne w różnych dziedzinach rzemiosła (wyrób mebli, szczotek), gotowe produkty były sprzedawane, a uzyskana gotówka przeznaczana była na wzbogacanie budżetu zakładu. Przedwojenny adres zakładu: wówczas Sembeckstr 15 (obecnie ul. Pocztowa), telefon 562 i Oberteichstr 1 (obecnie ul Adama Asnyka). Zakład opiekuńczy w Kętrzynie powstał wcześniej, niż tego typu zakład w Karolewie.
Domy dla nieuleczalnie chorych powstały dzięki Fundacji Sembecka. Fundacja ta ustanowiona została w Berlinie przez prawnika Ernsta Sembeka w 1862 r. z kapitałem 200 tys. marek z których odsetki miały iść na utrzymanie Zakładu Psychiatrycznego w Kętrzynie. W 1937 r. Zakład Psychiatryczny przejęty został od prywatnej fundacji przez nazistowskie władze III Rzeszy. Zakład zmienił nazwę na Zakład Wychowawczy i zmieniła się struktura podopiecznych – dzieci i młodzież, w tym także dzieci z niedorozwojem umysłowym.
W 1939 dyrektorem Zakładu Wychowawczego był pastor Gotthard Schulz, a rektorem szkoły nijaki Nernheim.

#### Zakład w latach 1940–1944
W 1940 na teren Zakładu Wychowawczego podzielono na dwie części. Budynki od strony ul. Pocztowej pozostały jako zakład opiekuńczy, a budynek przy obecnej ul. Asnyka 10 (nazywany wówczas przy Oberteich oddano na potrzeby biura techniczno-wykonawczego Organizacji Todt. Biuro to występowało pod różnymi kryptonimami: „Chemische Werke Askania”, „Deutschland I” i „Tannenberg I”. Biuro w Kętrzynie należało do jednego z 8 centralnych oddziałów Organizacji Todt rozlokowanych w różnych częściach III Rzeszy. Do jego zadań należały: prace projektowe, prowadzenie inwestycji, koordynacja prac podwykonawców i nadzór inwestycyjny. Najbliższy taki oddział (stan z sierpnia 1944) był w Pradze (krypt. Deutschland VII, wówczas ul. Kreuzherrengasse 1) i w Berlinie (krypt Deutschland II, Berlin-Dahlem, Kronprinzen Allee 172, Block B). Na potrzeby osób pełniących służbę w ramach kętrzyńskiego oddziału Tannenberg I zajęte zostały miejskie hotele. W hotelu Thuleweit (budynek nie istnieje, obok obecnie znajduje się Hotel Koch) był przyjmowany przez Bürgera (- szefa kętrzyńskiego oddziału) i Pfisterera (zastępca) Reichsarbeitsführer Konstantin Hierl.
W sierpniu 1940 wydzielony został teren pod budowę Wilczego Szańca i rozpoczęto budowę lotniska Kętrzyn-Wilamowo (gotowe wiosną 1941). Do Kętrzyna przyleciał wówczas samolotem minister Todt.
Biuro zakończyło działalność w grudniu 1944. Po wojnie jedynym materialnym śladem wskazującym na wykorzystywanie obiektów Zakładu Wychowawczego do celów wojskowych był zainstalowany tam węzeł łączności (system urządzeń technicznych umożliwiający wielokanałową łączność w różnych kierunkach) oraz rozmieszczone w pobliżu schrony przeciwlotnicze. Schrony rozmieszczone były na posesji sióstr Katarzynek i w zachodniej skarpie cmentarza komunalnego.

#### Rok 1945
Według niepublikowanej relacji dnia 14 stycznia 1945 polscy robotnicy przymusowi z budynku przy ul. Asnyka 10 na samochody wojskowe ładowali skrzynie (najprawdopodobniej z dokumentami).
Między 15–20 stycznia 1945 w opuszczonej części budynków po Organizacji Todt zakwaterowano dzieci i opiekunów z Domu Dziecka w Ełku. Dnia 22 stycznia kierownictwo Zakładu Wychowawczego wysyłało trzy telegramy z prośbą o umożliwienie ewakuacji, według wcześniej ustalonego planu na Pomorze. Dnia 26 stycznia o godz. 16,oo dotarł tu rozkaz o obowiązkowej ewakuacji. Tego samego dnia ok. godz. 20,oo nastąpił wymarsz kolumny dzieci i opiekunów w kierunku Bartoszyc. Na wozie konnym jechała żywność i zapasowa odzież. 11 lutego 1945 uciekinierzy powrócili do Kętrzyna. Dom przy obecnej ul. Asnyka 8 zajęty był przez wojennego komendanta miasta – majora Rozenfelda z Armii Czerwonej. Przerzedzeni uciekinierzy (śmierć w wyniku mrozu i działań frontowych), zajęli budynki od strony ul. Pocztowej. Wkrótce istniejącemu kierownictwu zakładu przedstawił się nowy „burmistrz Kętrzyna” Henryk Hartmann († 1947 Kętrzyn) wyznaczony przez wymienionego komendanta. Hartmann wyznaczył swoją przełożoną Zakładu Wychowawczego, który w tym czasie pełnił też funkcję domu dziecka. Pensjonariusze zakładu repatriowani byli do Niemiec jesienią 1945 i w 1946 r. Pracownicy Zakładu Wychowawczego byli wielokrotnie przesłuchiwani przez NKWD, które interesowały archiwa Organizacji Todt. Przypuszczalnie skutkiem tego typu przesłuchań było wypompowywanie wody z Jeziora Kętrzyńskiego w 1963. Po wypompowaniu znacznej części wody z niecki jeziora, prace poszukiwawcze musiano przerwać, ponieważ w wyniku obniżenia poziomu wody gruntowej zaczęły pękać ściany okolicznych budynków.

## Zabudowa obecna
W opuszczonym budynku przy ul. Asnyka 10 w roku 1947 utworzono Zasadniczą Szkołę Zawodową, a później Zespół Szkół Zawodowych z Technikum Mechanicznym, przeniesione zostały na ul. Wojska Polskiego 12. Po Zespole Szkół Zawodowych budynek na ul Asnyka 10 zajmowany był przez Szkołę Podstawową Nr. 5 w Kętrzynie im. Macieja Kalenkiewicza „Kotwicza”, przeniesioną na ul Kazimierza Wielkiego 12. Obecnie budynek nr. 10 na ul. Asnyka zajmuje Wyższa Szkoła Informatyki i Ekonomii TWP Wydział Zamiejscowy w Kętrzynie. Obecnie budynek nr 8 na ul. Asnyka zajmuje Prywatne Gimnazjum, II Prywatne Liceum Ogólnokształcące i Niepubliczna Szkoła Podstawowa Klucz w Kętrzynie. Absolwentem Zasadniczej Szkoły Zawodowej z roku 1963 był między innymi Bronisław Ignaciuk (wychowawca Turonek). Absolwentem z roku 1971 Zasadniczej Szkoły Zawodowej na ul Asnyka 10 był Cyryl Klimowicz.
Ulica Asnyka łączy ulicę Pocztową z ulicą Kościuszki. Ulica ma długość ok. 400 m i jest na niej 12 numerów. Po stronie nieparzystej pod nr 1 znajduje się budynek kętrzyńskiego browaru. Po stronie parzystej budynki nr 8 i 10 to budynki dawnego ośrodka opiekuńczego założonego przez fundację Sembecka. Budynek mieszkalny nr 12 wybudowany został po 1945. Wcześniej znajdował się tu szpital, świadczący usługi dla mieszkańców miasta, w czasie gdy nie było jeszcze w Kętrzynie szpitala powiatowego.